# Estación Las Flores
Pour les articles homonymes, voir Estacion.
 (février 2017).
Si vous disposez d'ouvrages ou d'articles de référence ou si vous connaissez des sites web de qualité traitant du thème abordé ici, merci de compléter l'article en donnant les références utiles à sa vérifiabilité et en les liant à la section « Notes et références ».
Estación Las Flores est une localité uruguayenne du département de Maldonado, rattachée à la municipalité de Solís Grande.

## Localisation
Estación Las Flores se situe à l'intersection de la ruta Interbalnearia et de la route 71 au sud-ouest du département de Maldonado, à 2 km de la station balnéaire de Las Flores et 10 km de la ville de Piriápolis.

## Population
| 1963 | 1975 | 1985 | 1996 | 2004 | 2011 |
| ---- | ---- | ---- | ---- | ---- | ---- |
| 506  | 401  | 350  | 380  | 400  | 397  |

## Source
- (es) Cet article est partiellement ou en totalité issu de l’article de Wikipédia en espagnol intitulé « Estación Las Flores (Uruguay) » (voir la liste des auteurs).